# Ampelisca milleri
Ampelisca milleri är en kräftdjursart som beskrevs av Jerry Laurens Barnard 1954. Ampelisca milleri ingår i släktet Ampelisca och familjen Ampeliscidae. Inga underarter finns listade i Catalogue of Life.